# La Chapelle-Basse-Mer

La Chapelle-Basse-Mer este o comună în departamentul Loire-Atlantique, Franța. În 2009 avea o populație de 5,088 de locuitori.